# J. Castro

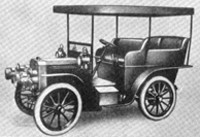
Castro 14 HP

J. Castro, kurz für Constructora Hispano-Suiza de Automóviles, J. Castro Sociedad en Comandita, war ein spanischer Hersteller von Automobilen. Es findet sich auch die Firmierung Fábrica Hispano-Suiza de Automóviles, J. Castro Sociedad en Comandita.

## Unternehmensgeschichte
José María Castro y Fernández gründete das Unternehmen im November 1902 in Barcelona. Ziel war die Herstellung von Automobilen. Er übernahm die Reste von La Cuadra sowie dessen Chefingenieur, den Schweizer Marc Birkigt, und machte ihn zu seinem Teilhaber. Die Nationalitäten der beiden Inhaber fanden sich in der Firmierung wieder. Der Markenname lautete Castro.
Im März 1904 endete die Produktion. Insgesamt entstanden acht oder zehn Fahrzeuge. Eine andere Quelle gibt an, dass elf Fahrzeuge gefertigt wurden.
Nachfolgegesellschaft wurde La Hispano-Suiza.

## Produkte
Das Unternehmen bot zwei Modelle an. Der Castro 10 HP hatte einen Zweizylindermotor und der Castro 14 HP einen Vierzylindermotor. Eine wesentliche Neuerung gegenüber den vorherigen Fahrzeugen war der Kardanantrieb.
Außerdem wurde 1904 ein Industriemotor entwickelt. Es war ein Einzylindermotor mit 120 mm Bohrung, 150 mm Hub, 1696 cm³ Hubraum und 8 PS Leistung bei 800 Umdrehungen in der Minute. Es blieb ein Einzelstück.